# Romancero gitano
Romancero gitano és una obra poètica de Federico Garcia Lorca, que va ser publicada el 1928. Els temes principals en són: la nit, la mort, l'amor, el cel i la lluna i, com diu el seu nom, la vida i els valors del poble gitano com a metàfora de llibertat que viu al marge de la societat i és perseguit per l'autoritat.
Demostra una voluntat d'enaltir la poesia popular allunyant-se del costumisme i folklore. És una obra de gran lirisme que segueix la tradició dels "romances".
Presenta una gran síntesi entre la poesia popular i la culta, i transcorre entre dos motius centrals, Andalusia i els gitanos, tractats de manera metafòrica i mítica.
L'obra reflecteix les penes d'un poble perseguit que viu al marge de la societat i que es veu maltractat pels representants de l'autoritat, i per la seva lluita contra aquesta autoritat repressiva. El llibre té molta sensualitat i moltes metàfores que marquen la història.

## Anàlisi
- Espai de l'obra: ambientat a Andalusia, als barris gitanos.
- Recursos: metàfores, personificacions, comparacions, repeticions.

### Contingut i estructura
Lorca estilitza el món gitano, allunyat del costumisme i el tipisme folklòric.
Es pot dividir el Romancero en dues sèries, deixant en un costat les tres dels arcàngels que simbolitzen Còrdova, Granada i Sevilla. La primera sèrie és més lírica, amb la presència dominant de les dones, la segona és més èpica i hi predominen els homes.
El gitano, per les seves creences i codi, xoca amb dues realitats; l'amor i "els altres" que envaeixen els seus drets o prestigi, gent de la seva pròpia ètnia o la societat que els margina i oprimeix, el braç armat de la qual és la guàrdia civil, i sol desembocar en sang i mort. L'amor, el dret personal, les creences, porten a la mort o a la ferida moral de difícil curació.
Un romance destacable és el de la guàrdia civil, que no és representada amb gaire simpatia i que pren en l'obra un paper antagònic.

### Estil
Lorca pretén fondre el llenguatge narratiu amb el líric, sense que cap d'aquests perdi qualitat. Recull així la tradició del romancer: històries que comencen in medias res i tenen un final inacabat, descripcions, narrador i diàlegs en estil directe entre els personatges. A vegades, aquest diàleg s'amplia al narrador.
Es tracta d'una història d'amor i sang, un ambient líric que ho embolica tot i dos personatges que dialoguen en un esbós del drama.
Format per petits versos, guanya molta importància i és un dels més coneguts de Lorca.

### Els personatges
Caracteritzats per ser gitanos; Lorca hi manté les seves ideologies i trets. El tractament dels homes i dones de l'obra és molt tradicional, condicionat per l'època en què se situen.
- L'home. Manté una actitud generalment passiva, a causa que les que es queixen o lamenten en l'obra són les dones. Els homes representen trets de maduresa, sensatesa i capacitat de reacció. Destaca l'absència gairebé total de descripcions físiques dels homes.
- La dona. Apareix descrita detalladament tant físicament com psíquica. En l'obra, són personatges febles davant les dificultats, fent amb això que el personatge masculí cobri més força. Lorca les descriu amb cabellera de cabell negre, tractant-les com alguna cosa molt sensual i eròtica. Soledad Montoya o la monja gitana són les representacions del que significa la dona per als gitanos.

### Simbolismede l'obra
Romancero gitano conté gran quantitat de símbols (emfasitzi's la diferència entre símbol i metàfora, també molt recurrent en Lorca). Els principals, juntament amb el seu significat, són:
- Metalls (ganivets, encluses, anells...): la vida dels gitanos i la mort
- Aire o vent: l'erotisme masculí
- Mirall: la llar i la vida sedentària
- Aigua: (en moviment) la vida, (en repòs) la passió estancada
- Cavall: la passió desenfrenada que condueix a la mort
- Lluna: apareix 218 vegades, simbolitzant la mort
- Alcohol: la negativitat
- Llet: allò que és natural
- Dona: l'erotisme
- Color verd: la mort
- Color negre: la mort
- Color blanc: la vida, la llum

## Poemes
- Romance de la luna, luna
- Preciosa y el aire
- Reyerta
- Romance Sonámbulo
- La Monja Gitana
- La casada infiel (dedicat a Lydia Cabrera «i a la seva negreta»)[1]
- Romance de la pena negra
- San Miguel (Granada)
- San Rafael (Córdoba)
- San Gabriel (Sevilla)
- Prendimiento de Antoñito el Camborio en el camino a Sevilla
- Muerte de Antoñito el Camborio
- Muerto de amor (dedicat a Margarita Manso)
- Romance del emplazado
- Romance de la guardia civil española
- Martirio de Santa Olalla
- Burla de don Pedro a caballo
- Thamar y Amnón